# Glencoe (Illinois)
Glencoe ist ein Vorort der US-Metropole Chicago im Bundesstaat Illinois und liegt rund 30 km nördlich der Stadt im Cook County am Ufer des Michigansees. Die Gemeinde zählt zu den wohlhabendsten der Vereinigten Staaten, 2019 lag das durchschnittliche Haushaltseinkommen in Glencoe mit 358.543 US-Dollar auf dem landesweit achten Platz. Das U.S. Census Bureau hat bei der Volkszählung 2020 eine Einwohnerzahl von 8.849 ermittelt.
Glencoe ist Teil der North Shore, einer Ansammlung im 19. Jahrhundert geplanter Villenviertel entlang des Michigansees nördlich von Chicago.

## Geografische Lage

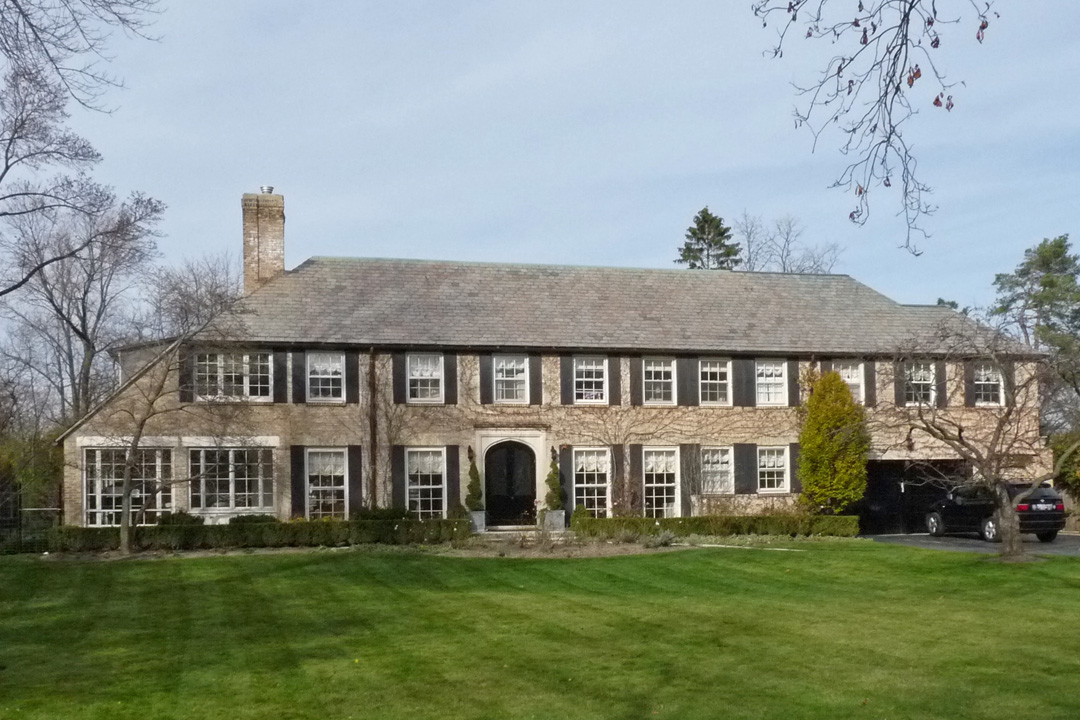
Wagstaff House

Glencoe liegt nördlich von Chicago am westlichen Michigansee. Die Gemeinde grenzt an die Städte und Gemeinden Highland Park, Northbrook, Northfield und Winnetka, von welchen sie jedoch durch rund 500 Hektar geschützter Wälder getrennt liegt. In der kleinen Landfläche von unter 10 km² befinden sich weiter der Chicago Botanic Garden sowie drei Golfclubs und zahlreiche kleinere Parks.
Die Küste entlang des Michigansees wird in den weitesten Teilen von privaten Grundstücken mit kleinen Stränden und Bootsanlegern eingenommen, wobei ein Strandabschnitt in Nähe des Ortskerns öffentlich zugänglich ist. In den Naturschutzgebieten westlich von Glencoe findet sich die Seenkette Skokie Lagoons.

## Geschichte
Ab den 1830er Jahren begannen europäischstämmige Siedler sich in der Region des heutigen Glencoe niederzulassen. Eine kleine Pier am Wasser und ein Bahnhof machten den Ort zu einem attraktiven Handelsknoten zwischen Chicago und Milwaukee. 1867 wurden die Grundstücke rund um den Bahnhof parzelliert und verkauft. In den folgenden Jahren entwickelte die Glencoe Company eine exklusive Wohngegend in Form der in Europa zur gleichen Zeit populären Villenkolonien. 1885 wurden bereits 536 Villen errichtet.
Bis in die 1970er Jahre stieg die Bevölkerung stark an, besonders die jüdische Gemeinde wuchs, ähnlich wie in den angrenzenden Vororten der North Shore, und 1964 wurde eine große Synagoge am Ufer des Lake Michigan errichtet.

## Söhne und Töchter von Glencoe
- Archibald MacLeish (1892–1982), Dichter und Politiker
- Marla Frumkin (* 1950), Schauspielerin und Synchronsprecherin
- Clifford J. Tabin (* 1954), Genetiker an der Harvard Medical School
- Lili Taylor (* 1967), Schauspielerin